# Sistema de asistencia sanitaria

Países con una sanidad pública universal
Países con una sanidad universal
Países con sanidad pública, pero no universal
Países sin sanidad universal y pública
Desconocido

Un sistema de salud y  asistencia sanitaria, sistema sanitario, servicio médico o sistema de salud es una organización y el método por el cual se provee la asistencia sanitaria. 
Los sistemas sanitarios son producto de la historia y de la cultura de las sociedades en que se desarrollan, y expresan los valores predominantes en las mismas. Estos sistemas se dedican a la prestación de servicios sanitarios, principalmente a la prevención y a la atención clínica.

## Definiciones
Con respecto a los sistemas de salud existen múltiples definiciones, algunas de ellas:
- Son “las organizaciones que prestan servicios sanitarios (hospitales, centros de salud, funcionarios profesionales y servicios de salud pública) así como otras redes, sectores, instituciones, ministerios y organizaciones que tiene una influencia definida en el objetivo último del sistema – la salud. Importantes a este respecto son la educación, el transporte, los servicios sociales, la vivienda, la industria alimentaria, etcétera”.[3]

- Son “todas las organizaciones, instituciones y recursos públicos y privados con el mandato de mejorar (promover, restaurar o mantener) la salud en el marco político e institucional de cada país; incluye servicios personales y poblacionales así como acciones para influenciar a otros sectores, pero no las acciones de esos actores como tales”.[4]
- Son las organizaciones que comprenden, además del "sistema de atención de la salud", los componentes (subsistemas) de "de rectoría (conducción, regularización y fiscalización), de financiamiento, de desarrollo de recursos y de aseguramiento de la salud".[5]

## Tipos
El sistema de asistencia sanitaria puede ser:
- Asistencia sanitaria pública;
- Asistencia sanitaria privada.

### Sistemas de salud en América Latina
En el escalafón más bajo se encuentra el Sistema No Contributivo, es decir, en el que los usuarios no pagan por el servicio que se les presta. Este esquema cobija a los más pobres de los países de la región y se caracteriza por una orientación social, donde es el presupuesto nacional el encargado de cubrir estos gastos de salud.
Las Contribuciones Obligatorias, generalmente, están relacionadas con una política del estado, no solamente en materia de salud, sino de seguridad social. Los Planes Obligatorios, por tanto, están diseñados para que sean pagados por patrones y empleados. En el caso colombiano, el empleador paga el 8% y el trabajador el 4% del sueldo para cobijar a la familia. En Chile, la cifra global es del 7%. Este sistema es equitativo, en la medida en que los beneficios que reciben los usuarios no están determinados por sus aportes. Tanto el gerente que devenga US$4.000 dólares al mes (aporta en Colombia US$480 mes), como el operario que gana US$150 (aporta US$18) tienen acceso al mismo tipo de cobertura.
En palabras de Daniel Titelman, experto de la Comisión Económica para América Latina y el Caribe (CEPAL), este sistema está basado en la solidaridad entre clases sociales -quienes más ganan más pagan- y entre enfermos y sanos -quienes más necesitan el sistema y más atención reciben-.
Las contribuciones voluntarias están determinadas por quienes tienen los recursos para pagar un Plan Privado de Salud, de acuerdo a sus propias expectativas. Debido a que cada familia determina cuánto quiere gastar y que nivel de cobertura requiere, este sistema es llamado Medicina Prepagada o por Prepago.

### Sistema de salud en España
El Sistema Nacional de Salud es el ente que engloba a las prestaciones y servicios sanitarios de España que, de acuerdo con la ley, son responsabilidad de los poderes públicos. Creado en 1908, poco a poco fue extendiendo su cobertura, previo pago de los servicios asistenciales, a toda la población española. En 1989 se completó este proceso; desde entonces la asistencia sanitaria en España es universal y sostenida a través de diferentes tipos de impuestos.
En España, conforme al principio de descentralización promulgado por la Constitución y tras la disolución del INSALUD en 2002, la competencia sanitaria está transferida a cada una de las comunidades autónomas. El Gobierno central tan solo presta este servicio directamente en Ceuta y Melilla, a través del Instituto Nacional de Gestión Sanitaria (INGESA), y realiza labores de coordinación generales y básicas entre las distintas comunidades.

## Características
En la práctica, estos sistemas varían ampliamente de un país a otro. La comparación de sistemas es el enfoque de la política e investigación actual de la asistencia sanitaria, pero generalmente los sistemas solo son comparados por la manera en que son financiados y manejados. Pueden ser financiados y/o manejados por el sector público, por el sector privado, en forma mixta o por entidades sin fines de lucro. 
Un sistema sanitario está integrado por diversos subsistemas: el de administración de recursos humanos, el financiero, el estructural, el político; donde intervienen causas demográficas, socioeconómicas, científicas y éticas. Se busca que todos los sistemas de asistencia sanitaria o de atención de salud pongan en práctica los principios de universalidad, accesibilidad, solidaridad, ética, eficacia y eficiencia.
La atención primaria ayuda a prevenir la enfermedad y la muerte. En contraste con la atención especializada, la primaria se asocia con una distribución más equitativa de la salud en las poblaciones del mismo o de distinto país. Los sistemas nacionales de atención de la salud con una fuerte infraestructura de atención primaria tienen poblaciones más saludables, menos desigualdades relacionadas con la salud y menores costos generales para el cuidado de la salud.